# Алтинсарінська сільська адміністрація
Алтинса́рінська сільська адміністрація (каз. Алтынсарин ауылдық әкімдігі, рос. Алтынсаринская сельская администрация) — адміністративна одиниця у складі Камистинського району Костанайської області Казахстану. Адміністративний центр та єдиний населений пункт — село Алтинсаріно.
Населення — 1397 осіб (2021; 1950 у 2009, 2291 у 1999, 2902 у 1989).
Станом на 1989 рік існували Алтинсарінська сільська рада (села Алтинсаріно, Філіпповка, селище Кобланський) та Свободненська сільська рада (селища Попович, Свободний), з 1993 року — Алтинсарінський сільський округ та Свободненський сільський округ. Село Кобланське було ліквідовано 2005 року, село Філіпповка — 2009 року, Алтинсарінський сільський округ перетворено в сільську адміністрацію. 2014 року було ліквідоване село Попович, Свободненський сільський округ перетворено в сільську адміністрацію. Округ був відновлений 2019 року шляхом об'єднання Алтинсарінської сільської адміністрації та Свободненської сільської адміністрації. Село Свободне було ліквідоване 2019 року, Алтинсарінський сільський округ перетворено в сільську адміністрацію.

## Склад
До складу адміністрації входять такі населені пункти:
| Населений пункт    | Старі назви | Населення, осіб (1989) | Населення, осіб (1999) | Населення, осіб (2009) | Населення, осіб (2021) |
| ------------------ | ----------- | ---------------------- | ---------------------- | ---------------------- | ---------------------- |
| Алтинсаріно, село  | -           | 1352                   | 1265                   | 1537                   | 1392                   |
| --Свободне, село   | Свободний   | 1131                   | 727                    | 365                    | 4                      |
| --Філіпповка, село | -           | 231                    | 141                    | 2                      | 1                      |
| Коланське, село    | Кобланський | 93                     | 91                     | -                      | -                      |
| Попович, село      | -           | 95                     | 67                     | 46                     | -                      |